# Амбролаурі
Амбролаурі (груз. ამბროლაური) — місто в Грузії у мхаре Рача-Лечхумі та Квемо Сванеті. Адміністративний центр Амбролаурського муніципалітету (рання назва — Амбролаурський район). 

## Географія
Розташоване на висоті 550 м над рівнем моря, у гирлі річок Ріоні та Кріхула. 

## Клімат
| Кліматограма Амбролаурі | Кліматограма Амбролаурі | Кліматограма Амбролаурі | Кліматограма Амбролаурі | Кліматограма Амбролаурі | Кліматограма Амбролаурі | Кліматограма Амбролаурі | Кліматограма Амбролаурі | Кліматограма Амбролаурі | Кліматограма Амбролаурі | Кліматограма Амбролаурі | Кліматограма Амбролаурі |
| --- | ----------------------- | ----------------------- | ----------------------- | ----------------------- | ----------------------- | ----------------------- | ----------------------- | ----------------------- | ----------------------- | ----------------------- | ----------------------- |
| С | Л                       | Б                       | К                       | Т                       | Ч                       | Л                       | С                       | В                       | Ж                       | Л                       | Г                       |
| 124 0 −8 | 106 1 −7                | 138 4 −4                | 114 9 0                 | 121 15 5                | 134 19 10               | 107 22 13               | 95 23 14                | 106 18 9                | 121 13 4                | 123 7 −3                | 122 2 −7                |
| Середня макс. і мін. температури повітря (°C) Атмосферні опади (мм), за рік : 1411 мм. Джерело: «Climate-Data.org» (англ.) |                         |                         |                         |                         |                         |                         |                         |                         |                         |                         |                         |

## Історія
У письмових джерелах згадується від XVII ст. Одна з резиденцій імеретинських царів. Тут знаходився царський палац, з комплексу споруд якого вціліли лише руїни церкви та вежі. 
У 1769 році імеретинським царем Соломоном I поселення подаровано князю Зурабу Мачабелі, який звів у ньому «вежу Мачабелі».   
Статус міста з 1966 року. 
Багато споруд постраждало у 1991 року під час землетрусу. 

## Деомографія
| Рік  | Чисельність | Чисельність |
| ---- | ----------- | ----------- |
| 1923 | 307         |             |
| 1939 | 1104        | [ 1 ]       |
| 1959 | 3043        | [ 1 ]       |
| 1970 | 2317        | [ 1 ]       |

| Рік  | Чисельність | Чисельність |
| ---- | ----------- | ----------- |
| 1979 | 2639        | [ 1 ]       |
| 1989 | 2933        | [ 1 ]       |
| 2002 | 2541        | [ 1 ]       |
| 2014 | 2047        |             |

| Рік  | Чисельність | Чисельність |
| ---- | ----------- | ----------- |
| 2016 | 2066        | [ 1 ]       |
| 2017 | 2047        | [ 1 ]       |
| 2018 | 2038        | [ 1 ]       |
| 2019 | 2017        | [ 1 ]       |

| Рік  | Чисельність | Чисельність |
| ---- | ----------- | ----------- |
| 2020 | 2013        | [ 1 ]       |
| 2021 | 2015        | [ 1 ]       |
| 2022 | 1997        | [ 1 ]       |
| 2023 | 2001        | [ 3 ]       |

| Рік  | Чисельність | Чисельність |
| ---- | ----------- | ----------- |
| 1923 | 307         |             |
| 1939 | 1104        | [ 1 ]       |
| 1959 | 3043        | [ 1 ]       |
| 1970 | 2317        | [ 1 ]       |

| Рік  | Чисельність | Чисельність |
| ---- | ----------- | ----------- |
| 1979 | 2639        | [ 1 ]       |
| 1989 | 2933        | [ 1 ]       |
| 2002 | 2541        | [ 1 ]       |
| 2014 | 2047        |             |

| Рік  | Чисельність | Чисельність |
| ---- | ----------- | ----------- |
| 2016 | 2066        | [ 1 ]       |
| 2017 | 2047        | [ 1 ]       |
| 2018 | 2038        | [ 1 ]       |
| 2019 | 2017        | [ 1 ]       |

| Рік  | Чисельність | Чисельність |
| ---- | ----------- | ----------- |
| 2020 | 2013        | [ 1 ]       |
| 2021 | 2015        | [ 1 ]       |
| 2022 | 1997        | [ 1 ]       |
| 2023 | 2001        | [ 3 ]       |

## Інфраструктура
У місті розташовані промислові підприємства, заклади охорони здоров'я, освіти та культури. 
В Амбролаурі знаходиться резиденція єпархії Нікорцмінда Грузинської православної церкви.